# Episodi de La porta rossa (terza stagione)
La terza e ultima stagione della serie televisiva La porta rossa, formata da otto episodi, suddivisi in quattro serate, è andata in onda in Italia su Rai 2 dall'11 gennaio al 1º febbraio 2023.
| nº | Titolo     | Prima TV Italia  |
| -- | ---------- | ---------------- |
| 1  | Episodio 1 | 11 gennaio 2023  |
| 2  | Episodio 2 | 11 gennaio 2023  |
| 3  | Episodio 3 | 18 gennaio 2023  |
| 4  | Episodio 4 | 18 gennaio 2023  |
| 5  | Episodio 5 | 25 gennaio 2023  |
| 6  | Episodio 6 | 25 gennaio 2023  |
| 7  | Episodio 7 | 1º febbraio 2023 |
| 8  | Episodio 8 | 1º febbraio 2023 |

## Episodio 1
L'episodio inizia con Cagliostro che vaga in una strada buia di notte dove assiste a un incidente stradale in cui un veicolo sbanda fuori strada cadendo da un dirupo e schiantandosi al suolo. Arrivato sul luogo dello schianto, si rende conto che la vittima è Eleonora, la madre di Vanessa, che si palesa sotto forma di fantasma e si dirige verso la sua porta rossa, varcandola senza ascoltare gli appelli di Cagliostro che la invita a non oltrepassarla. 
12 ore prima: Cagliostro assiste a scene di vita quotidiana di sua moglie Anna con la figlia finché Eleonora (che può vederlo) non si dirige da lui per parlargli di un eventuale pericolo che sta correndo Vanessa, ma senza entrare nei dettagli: la ragazza, infatti, adesso si trova in Slovenia dove ha appena concluso il suo percorso universitario nel Centro Studi di Parapsicologia. Il giorno stesso della sua laurea si presenta anche la madre, ma senza farsi vedere da lei, poiché allontanata dal medium Federico, mentore di Vanessa. 
In serata, durante una manifestazione in difesa dell’ambiente svolta dall'Università dove studia Filip, ex di Vanessa, si verifica un black-out che investe l’intera città di Trieste, causando disordini e problemi di ordine pubblico, tra cui l'attacco di una gang organizzata di vandali che devastano le vetrine e i veicoli della città al buio. Mentre Cagliostro si trova a osservare la figlia sul letto, viene teletrasportato sulla strada di inizio episodio, assistendo all'incidente d’auto di Eleonora. La notizia arriva subito all'ispettore Paoletto e ad Anna, che arrivano sul posto assieme a Vanessa e sua zia Stefania, entrambe sconvolte per l'accaduto. Per risolvere il mistero che sembra celarsi dietro l’incidente, Cagliostro e Vanessa si trovano così ad aver bisogno ancora una volta l'uno dell'altra. Rientrata a casa, Anna accende il suo pc portatile trovando una e-mail anonima con scritto: "La morte di Eleonora Pavesi non è stata un incidente".

## Episodio 2
Gli strani fatti accaduti durante il blackout, su cui Paoletto e la questura indagano per scoprirne le cause, e la e-mail anonima ricevuta la notte prima bloccano Anna a Trieste proprio quando sta per trasferirsi con la figlia a Siena per diventare giudice. Sentendo la presenza di Cagliostro anche in questo nuovo mistero, Anna si convince che dietro quell’inspiegabile incidente d’auto si nasconda un possibile omicidio. Intanto prende forma nella mente di Cagliostro una nuova premonizione di pericolo, che lo spinge a tentare il possibile per ricucire il rapporto con Vanessa, ed entrambi tentano di riavvicinarsi a vicenda. Cagliostro convince Vanessa del fatto che la madre sia stata uccisa e che potrebbe essere coinvolto Federico, che ha seguito e studiato lei e altri ragazzi "speciali" al centro studi di parapsicologia osteggiato da Eleonora. Paoletto interroga Filip e la sua nuova fidanzata riguardo alla manifestazione che è poi degenerata la sera del blackout. Vanessa, in un ennesimo diverbio con Cagliostro, decide finalmente di non trattenerlo più nel mondo dei vivi e di lasciargli far passare la porta rossa ma egli si blocca quando scopre un nuovo scioccante dettaglio nella sua premonizione. Federico intanto si mette in viaggio a bordo del suo camper.
- Ascolti: telespettatori 1 577 000 – share 8,01%.[1]

## Episodio 3
Cagliostro vuole confidare a Vanessa la visione che ha avuto, ma gli manca il coraggio: nella visione si rende conto che la ragazza verrà spinta da un tetto e uccisa, e che sarà lui stesso a farlo. Nel frattempo Andrea Donda, uno dei ragazzi arrestato per gli atti vandalici commessi a Trieste la notte del blackout, confessa a Paoletto che lui e altri ragazzi sono stati arruolati e manovrati per fomentare quei disordini, con l'intento di incolpare il gruppo di studenti manifestanti quella stessa notte. Si scopre che Andrea è il fratello (da parte di madre) di Stella Mariani, l'ex compagna di Paoletto. Cagliostro segue su un traghetto Federico che gli racconta di aver recuperato un dossier compromettente per il Centro Studi da casa di Eleonora poiché sopra ci sarebbe stato scritto solo il suo nome e non anche quello di chi ha pensato di fare gli esperimenti sui ragazzi ovvero il professore Gabriele Braida; inoltre dice di aver chiesto aiuto a Eleonora per salvare Vanessa da Braida e che quest’ultimo sarebbe il responsabile della morte della donna perché gli sarebbe stata d’intralcio.

## Episodio 4
Anna, seguendo diverse piste, indaga sul Centro Studi e sull’ambiguo professor Braida, anche grazie all’aiuto del custode Luka Levani, vecchio amico di Eleonora, con cui finisce a letto. Vanessa è messa di fronte a una scelta molto difficile: per salvare il Centro Studi e difendere quella nuova comunità a cui ha scelto di appartenere, deve tradire Cagliostro e la loro amicizia, sfruttando i propri poteri. Cagliostro, che ora sta collaborando con il medium Federico per fermare Braida, le racconta che nella sua visione è lui che la attacca, ma non sa ancora per quale motivo. Intanto Andrea è diventato un informatore di Paoletto e dell’ispettrice Barbieri e racconta loro che Amalteo, industriale della vecchia guardia che ha vinto l’appalto per restaurare e rimettere in funzione la centrale elettrica di Trieste, sarebbe finito nel mirino della ‘ndrangheta e di chi ha orchestrato le proteste e il blackout e che ha visto a cena insieme l’imprenditore green Ludovico Muric e il calabrese Salvatore Ferragamo: è quindi chiaro come la malavita abbia puntato molto sulla green economy facendo leva sul personaggio popolare Muric per osteggiare il rivale Amalteo. Paoletto da tempo non ha più notizie di Stella ma quando scopre che è incinta cerca di contattarla per capire almeno se il figlio è suo. Stefania ascolta un messaggio di sua sorella Eleonora nel quale dice: "Stefania, aiuta tu Vanessa. Cagliostro… È stato Cagliostro". Subito Stefania inoltra il messaggio ad Anna.
- Ascolti: telespettatori 1 406 000 – share 7,65%.[2]

## Episodio 5
Anna è sconvolta per il messaggio ricevuto da Stefania e chiede a Cagliostro di lasciarla in pace una volta per tutte. Anche a lui dispiace di come lei stia soffrendo e le dice che purtroppo non dipende da lui il fatto di essere rimasto nel mondo dei vivi: tuttavia, la piccola Vanessa rivela di riuscire a vedere il padre attraverso uno specchio di casa. Decisa a voltare pagina, Anna lascia il caso Pavesi totalmente nelle mani di Paoletto dato che è in procinto di trasferirsi a Siena da lì a due giorni. Il commissario le racconta di aver raccolto la testimonianza del medium Federico Testa riguardo agli esperimenti svolti al Centro Studi e al fatto di essere stato lui a mandarle la mail anonima sull’omicidio di Eleonora. Andrea, spinto da Paoletto, rivede la sorellastra Stella scoprendo che era stata violentata. Stefania fa ascoltare il messaggio a Vanessa mettendola in guardia da Cagliostro il quale però le giura di non avere a che fare con la morte della madre. Paoletto racconta ad Anna di aver scoperto che Stella aveva presentato una denuncia, poi ritirata, per violenza sessuale contro il patrigno, il padre di Andrea, del quale era rimasta incinta all’età di 18 anni. Si scopre inoltre che per fare gli esperimenti al Centro Studi è stata usata una variante della “Red”, la droga su cui stava indagando Cagliostro prima di essere ucciso. Filip trova a casa di Federica, la sua fidanzata, delle pastiglie rosse di droga, chiedendole spiegazioni. Vanessa, su spinta di Cagliostro, si riavvicina a Filip e usando il cellulare di Federica mandano un messaggio a Vittorio, colui che le ha venduto la droga. I due seguono il ragazzo che va a rifornirsi davanti a una villa da cui ad aprire la porta per rifornirlo è Ksenija, compagna di studi e coinquilina di Vanessa. Si scopre inoltre che l'imprenditore green Ludovico Muric è il padre di Ksenija, sulla quale ci sono diversi sospetti in relazione agli esperimenti. Grazie a delle cimici piazzate dalla polizia, Paoletto e l'ispettrice Barbieri ascoltano quello che viene detto a casa Muric tra l'imprenditore e il cugino del boss della 'ndrangheta con cui è colluso. Intanto Stella prende appuntamento per abortire.

## Episodio 6
La polizia continua ad ascoltare la discussione tra il cugino del boss e Muric. Anna intanto continua a frequentare il misterioso custode Luka Levani al quale confida di sentire sempre la presenza del marito. Viene inoltre avvertita da Paoletto che la chiama informandola che Muric, spinto dalla 'ndrangheta, è il responsabile del black-out creato per vincere l'appalto energetico ai danni di Amalteo e che la figlia Ksenija è implicata nello spaccio della nuova “Red”. La sera, a cena, Anna mette in guardia il marito di sua sorella dal frequentare Ludovico Muric. La sorella gli rivela che sua figlia ha raccontato anche alla nonna di aver visto il padre in uno specchio di casa. Vanessa dice ad Anna di non aver assunto direttamente la “Red” e che Cagliostro non c’entra con la morte della madre; Anna allora decide di regalarle il ciondolo con la pallottola della prima volta in cui Leonardo fu colpito, ma la medium rifiuta, dicendole di conservarlo come ricordo del padre per la piccola Vanessa. Paoletto mette al corrente Andrea della denuncia che aveva fatto Stella; il ragazzo scopre poi dalla madre che è stata lei a convincere Stella a ritirare la denuncia per non rovinare il marito che sarebbe morto tempo dopo. Rimasto sconvolto, Andrea decide di andare a stare da Stella.
È la sera del 31 ottobre e in occasione della notte di Halloween a Trieste si tiene un concerto rock di un gruppo per cui suona la chitarra anche Luka Levani. La polizia pedina Muric per scoprire chi è il suo complice ma lo perde quando questo si scambia con il proprio figlio. Vanessa si confronta con Ksenija, la quale sente la forte presenza di Cagliostro nelle vicinanze e sviene a terra. Nello stesso istante Anna sembra aver capito chi possa aver ucciso Eleonora e cerca di chiamare Paoletto nel caos generale dandogli appuntamento fuori dall’area del concerto ma in quel momento la sua auto, alla quale si sta avvicinando, salta in aria: Anna rimane gravemente ferita a causa dell'esplosione, giacendo morente al suolo e stringendo in mano il ciondolo con la pallottola di Cagliostro.
- Ascolti: telespettatori 1 264 000 – share 6,67%.[3]

## Episodio 7
Paoletto accorre sul luogo dell’esplosione e trova Anna morta a terra la quale poco dopo oltrepassa la fatidica porta con Cagliostro che non riesce a fare nulla per fermarla. Filip e Vanessa dicono a Paoletto di concentrarsi sulla figlia di Muric e di controllare nella sua camera dove possono trovare delle pasticche. La scientifica intanto appura che l’auto sarebbe esplosa comunque anche se non fosse passata in quel momento Anna perché era stato impostato un timer. Visionando le immagini del concerto, la polizia nota che il cognato di Anna sta parlando con Muric. Furlan si incontra con Muric puntandogli contro un fucile imputandogli la morte di Anna per vendetta contro di lui; in quel momento Ksenja esce dall’auto e si capisce che lei e Furlan si conoscono perché ha contribuito a far saltare la centrale. Subito dopo interviene la polizia, che aveva intercettato la chiamata. Quando viene interrogato, Furlan ammette di aver sostenuto inizialmente Muric il quale poi però lo avrebbe ricattato, forte dei suoi appoggi calabresi. Stella intanto si presenta a sorpresa in commissariato raccontando la propria storia a Paoletto. Cagliostro racconta a Vanessa che Anna prima di morire si era strappata il ciondolo portafortuna con la sua pallottola. La polizia scopre che Anna poco prima del concerto aveva chiesto di far fare delle analisi approfondite dalle quali si evince che la Pavesi abbia assunto le pasticche, probabilmente a sua insaputa, e che per questo sarebbe finita fuori strada. A casa Muric intanto nel doppio fondo di un cassetto la polizia trova un’ingente quantità di pasticche. Visionando le riprese del concerto con Vanessa, Cagliostro capisce che è Luka Levani colui che gli aveva sparato da ragazzo mentre tentava di difendere quello che sarebbe poi diventato il padre di Vanessa. I due collegano dunque il custode anche al traffico delle pasticche e quindi di conseguenza alla morte di Eleonora la quale lo avrebbe scoperto.

## Episodio 8
Eleonora, dopo aver trovato le pasticche nel Centro Studi, attacca il professor Braida, responsabile degli esperimenti, e si confronta con Luka non sapendo che le ha messo della droga in una boccetta che berrà. Poco dopo, mentre è in auto, Eleonora sembra vedere Cagliostro immobile in mezzo alla strada al buio. Preoccupata, scende dalla macchina per domandargli perché si trovi lì e cosa stia facendo. Resta fermo come una statua senza aprire bocca e tiene lo sguardo fisso sulla centrale elettrica che esplode causando il blackout in tutta Trieste. Eleonora torna in auto e comincia ad avvertire un malore mentre invia un messaggio vocale a sua sorella dicendole di aiutare Vanessa e che è stato Cagliostro, probabilmente riferendosi al guasto della centrale. Il telefono le cade dalla mano, così anche la macchina, che precipita oltre una staccionata, facendo morire brutalmente Eleonora.
Ksenja viene arrestata e durante l’interrogatorio ammette di rifornirsi da Luka Levani. Il custode con una certa premura cerca di portare via una scatola di pasticche dal Centro Studi ma grazie a Cagliostro viene scoperto dal professor Braida. In fuga dal Centro Studi, Levani viene investito di proposito da Vanessa alla quale racconta di aver voluto sparare a suo padre, prima che lei nascesse, perché voleva denunciarlo (a mettersi in mezzo rimanendo ferito era stato appunto Cagliostro). Vanessa vuole sparare a Levani ma Cagliostro, con l’intento di farla desistere, le fa cadere via l'arma dalla mano, ma, quando lei sta per riprenderla, il commissario agisce di istinto e la fa volare giù dal burrone, avverando così la sua previsione. Per fortuna, la ragazza è caduta da un'altezza non tanto alta. Mentre Cagliostro, pentito e preoccupato per lei, cerca di rianimarla, Paoletto e Stella arrivano in tempo e arrestano Levani, sospettato da loro anche dell’omicidio di Anna che lo aveva scoperto. In ospedale Paoletto prende per buona la versione dei fatti fornita da Vanessa che si riconcilia con Cagliostro. Fuori dall’ospedale, Vanessa si reca in un posto a lei caro e decide di confessare a Filip i suoi sentimenti tentando di inviargli un messaggio. Nel frattempo, Filip inaspettatamente la raggiunge nello stesso posto e i due, innamorati, fanno l’amore.
Due mesi dopo. Vanessa lascia il Centro Studi mentre Levani, dopo aver inizialmente negato, ammette di aver gestito il giro di droga, di aver ucciso la Pavesi e anche di aver piazzato l’esplosivo sotto l’auto di Anna ma solo con l’intento di spaventarla e allontanarla da Trieste e dall’indagine. Cagliostro, nel salutare Vanessa, riceve da lei un dono: lei è in grado di rendere visibile Cagliostro agli occhi della piccola Vanessa. Ora che Leonardo ha la prova diretta che sua figlia lo vede, le parla teneramente e i due si salutano. Vanessa lascia poi andare Cagliostro, che raggiunge e oltrepassa la porta rossa.
- Ascolti: telespettatori 1 341 000 – share 6,93%.[4]